# Пам'ятник коменданту фортеці Олексію Келіну
Пам'ятник славним захисникам Полтави і коменданту фортеці Олексію Келіну — монумент на честь 200-річчя Полтавської битви у Полтаві. Пам'ятник встановлено 27 червня 1909 року на місці 4-го бастіону Полтавської фортеці. Розташований на розі Першотравневого проспекту, вулиць Шевченка та Садової.
Пам'ятник являє собою гранітний обеліск на постаменті (загальна висота 8,8 метрів). На обеліску — бронзовий старий герб Полтави, біля підніжжя — бронзова фігура лева, на постаменті — дошки із меморіальними написами. До 1918 року пам'ятник увінчувала бронзова скульптура двоголового орла. Обнесений огорожею з куль-ядер, які з'єднані між собою ланцюгом. Автори — архітектор О. О. Більдерлінг, скульптор О. Л. Обер. У період нацистської окупації бронзові деталі було вивезено до Німеччини. У 1947-1949 роках заново відлиті у Ленінграді і встановлені, збільшено висоту пам'ятника. Реставрований у 1949 році.

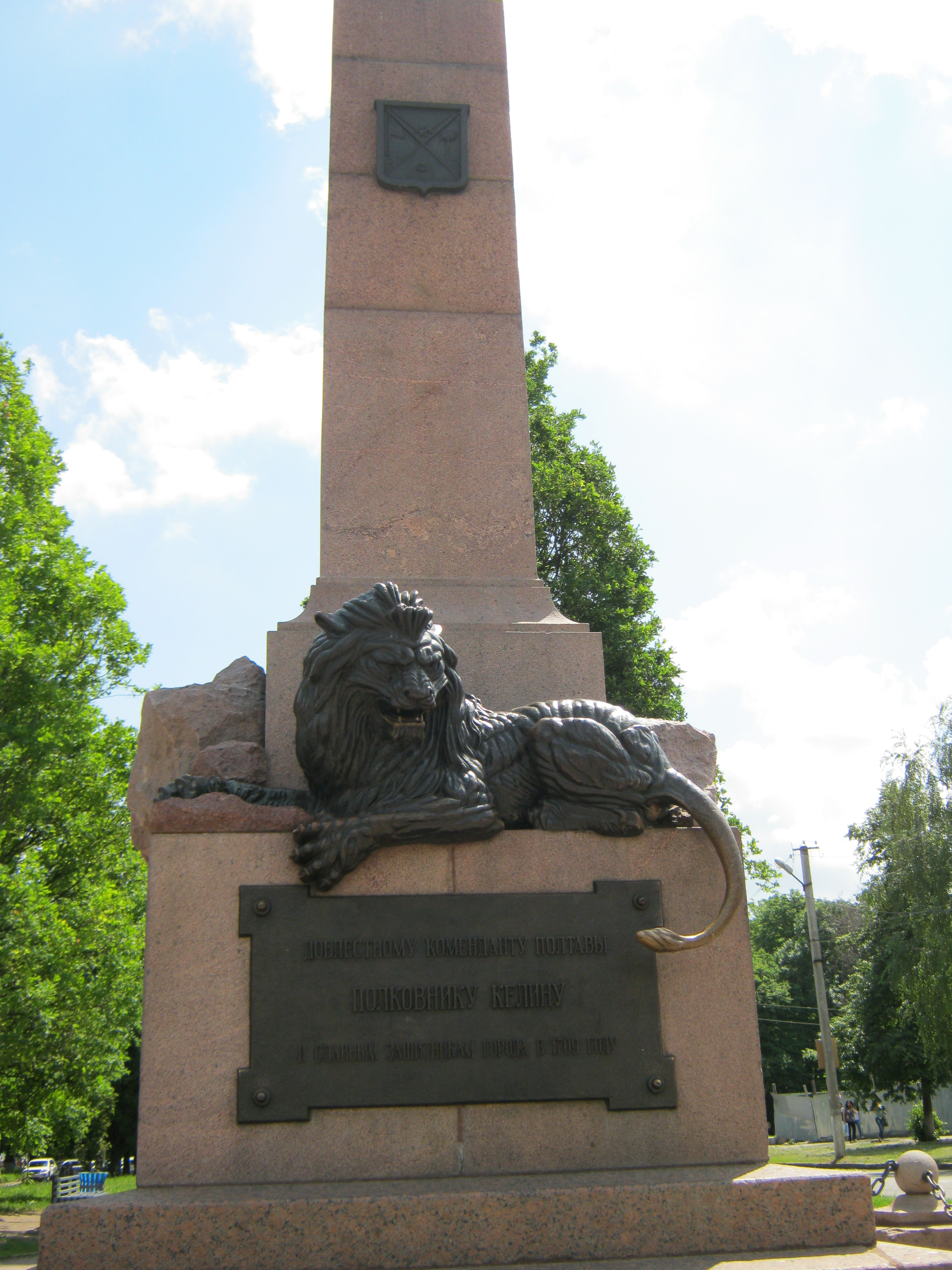
Пам'ятник славним захисникам Полтави і коменданту фортеці О. Келіну (поч. XX ст.)
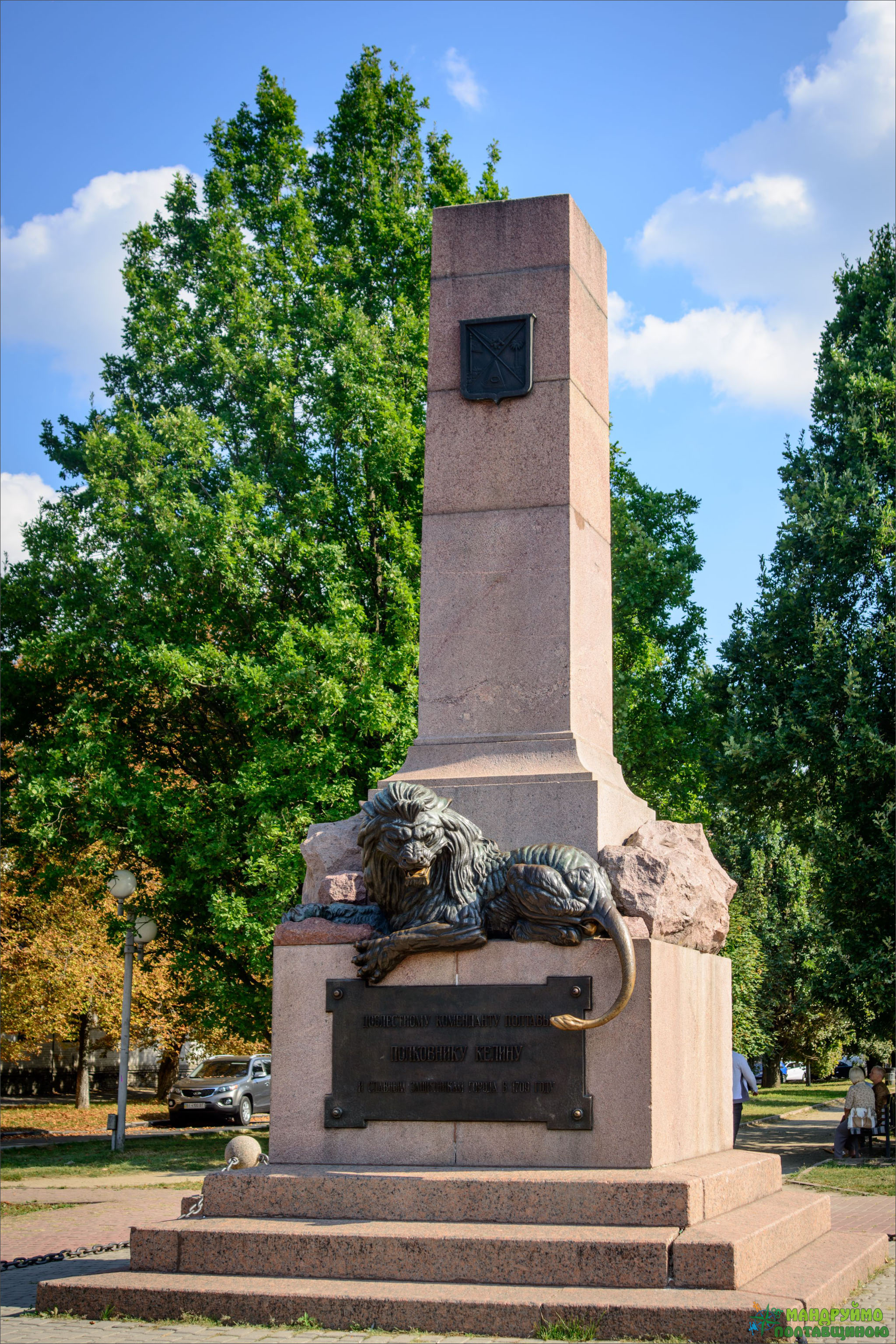
Сучасний вигляд пам'ятника
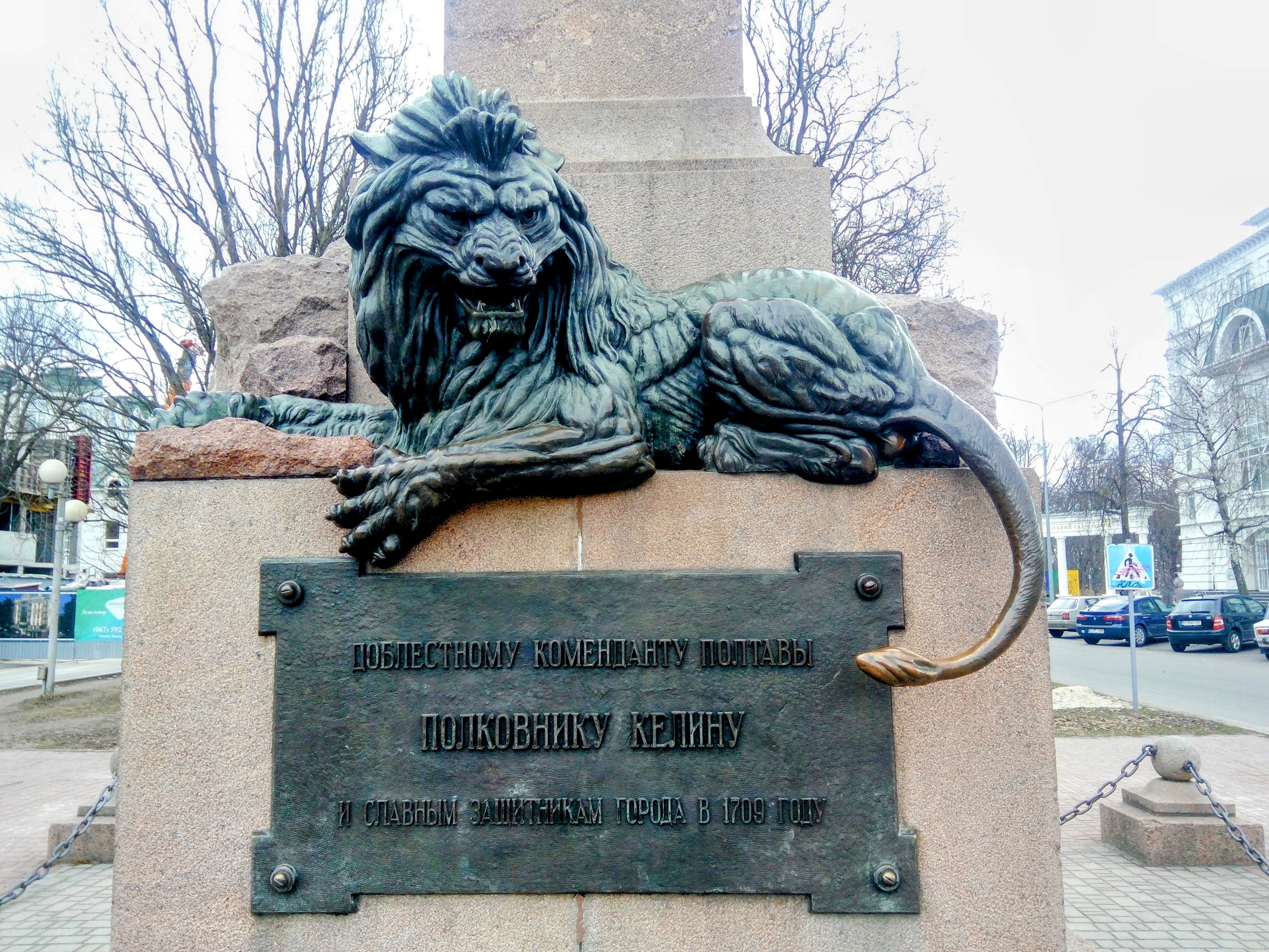
Фрагмент пам'ятника